# Takahiro Kuniyoshi
Takahiro Kuniyoshi (國吉 貴博 Kuniyoshi Takahiro?), född 28 maj 1988 i Saitama prefektur, är en japansk fotbollsspelare.
Kuniyoshi började sin karriär 2007 i Ventforet Kofu. 2011 flyttade han till Sagan Tosu. Efter Sagan Tosu spelade han för Kataller Toyama. Han spelade 153 ligamatcher för klubben. Han avslutade karriären 2017.